# Kamil Murzyn
Kamil Murzyn (ur. 26 marca 1986) – polski biegacz długodystansowy.
Zawodnik klubów: KS Cracovia (2005-2009), Wawel Kraków (2001-2004 i 2010-2015). Wicemistrz Polski (2006) oraz dwukrotny brązowy medalista mistrzostw Polski w biegu na 5000 metrów (2007, 2008).
Wybrane rekordy życiowe: 5000 metrów - 13:57,30 (2007), 10 000 metrów - 29:21,45 (2007)